# Hyperolius molleri
Hyperolius molleri är en groddjursart som först beskrevs av Jacques von Bedriaga 1892.  Hyperolius molleri ingår i släktet Hyperolius och familjen gräsgrodor. IUCN kategoriserar arten globalt som livskraftig. Inga underarter finns listade i Catalogue of Life.